# Trójkąt Trautmanna
Trójkąt Trautmanna – trójkąt w obrębie kości skroniowej zawarty pomiędzy:
- krawędzią górną piramidy kości skroniowej (lub oponą środkowego dołu czaszki)
- zatoką esowatą
- kanałem półkolistym tylnym (lub według niektórych[według kogo?] masywem kostnym błędnika).

Obszar ten jest jednym z punktów orientacyjnych podczas operacji otochirurgicznych.
W trójkącie Trautmanna występują komórki sutkowe (komórki trójkąta Trautmanna), które są usuwane podczas operacji otochirurgicznych.
Nazwa eponimiczna upamiętnia niemieckiego laryngologa Moritza Trautmanna. 